# Cezary Siess
Cezary Tadeusz Siess (Gdańsk, 15 de marzo de 1968) es un deportista polaco que compitió en esgrima, especialista en la modalidad de florete.
Participó en dos Juegos Olímpicos de Verano, en los años 1988 y 1992, obteniendo una medalla de bronce en Barcelona 1992, en la prueba por equipos (junto con Marian Sypniewski, Piotr Kiełpikowski, Adam Krzesiński y Ryszard Sobczak). Ganó una medalla de plata en el Campeonato Mundial de Esgrima de 1990, también por equipos.

## Palmarés internacional
| Juegos Olímpicos   | Juegos Olímpicos   | Juegos Olímpicos  | Juegos Olímpicos    |
| Año                | Lugar              | Medalla           | Prueba              |
| ------------------ | ------------------ | ----------------- | ------------------- |
| 1992               | Barcelona (España) | Medalla de bronce | Florete por equipos |
| Campeonato Mundial |                    |                   |                     |
| Año                | Lugar              | Medalla           | Prueba              |
| 1990               | Lyon (Francia)     | Medalla de plata  | Florete por equipos |